# Dick Neal, Jr.
Richard Marshall "Dick" Neal (1 de octubre de 1933-21 de febrero de 2013) fue un jugador de fútbol profesional inglés que jugaba en la demarcación de centrocampista. Hizo un total de 350 apariciones en la Football League, jugando para el Birmingham City en la final de la Copa de Ferias 1958-60, y ganó cuatro partidos para la Selección de fútbol de Inglaterra Sub-23.

## Biografía
Neal nació en Dinnington, Sheffield, Yorkshire del Sur. Llegó al mundo del fútbol gracias al entrenador del Wolverhampton Wanderers FC, Wath Wanderers, uniéndose a las categorías inferiores del club, turning professional inconvirtiéndose en profesional en 1951, pero no logró abrirse paso hacia el primer equipo. En 1954 fue traspasado al club de segunda división Lincoln City, donde jugó más de cien partidos. Mientras jugaba para el Lincoln fue convocado por primera vez para la selección de Inglaterra sub-23,
siendo el único jugador en ser convocado por Inglaterra. Las dificultades financieras del Lincoln obligaron en parte a aceptar la oferta de £15,000 de Bert Linnecor por el jugador para el club de primera división Birmingham City, y posteriormente en abril de 1957 fue traspasado.
El entrenador Arthur Turner le trajo como sustituto de Len Boyd, quien se retiró por lesión de la final de la FA Cup de 1956, y Roy Warhurst, dejó posteriormente el club. Hizo cerca de 200 apariciones en todas las competiciones para el Birmingham, incluyendo 165 partidos de primer nivel, jugados en la final de la Copa de Ferias 1958-60, y capitaneando al equipo en la temporada 1960–61.
En la temporada siguiente fue sustituido en el equipo por Terry Hennessey, por lo que fue traspasado al Middlesbrough, donde las lesiones le restringieron jugar durante las dos temporadas en las que permaneció en el equipo. Posteriormente volvió al Lincoln, ahora en cuarta división, como capitán durante un año. Luego pasó a probar suerte como entrenador, siendo jugador-entrenador en varios clubes no profesionales de Staffordshire.
En 2006, para celebrar su temporada 100en la Football League, los fanes del Lincoln City votaron para "100 League Legends", los 100 jugadores que habían representado al club con más distinción; Neal se quedó en el puesto 42.

## Muerte
Falleció el 21 de febrero de 2013 a la edad de 79 años.

## Clubes

### Como jugador
| Club                        | País       | Año         |
| --------------------------- | ---------- | ----------- |
| Wolverhampton Wanderers FC  | Inglaterra | 1951 - 1954 |
| Lincoln City                | Inglaterra | 1954 - 1957 |
| Birmingham City             | Inglaterra | 1957 - 1961 |
| Middlesbrough               | Inglaterra | 1961 - 1963 |
| Lincoln City                | Inglaterra | 1963 - 1964 |
| Rugby Town F.C.             | Inglaterra | 1964 - 1965 |
| Hednesford Town F.C.        | Inglaterra | 1965 - 1967 |
| Brierley Hill Alliance F.C. | Inglaterra | 1967 - 1968 |
| Bloxwich United FC          | Inglaterra | 1968 - 1969 |